# Plesiopliopithecus auscitanensis
Plesiopliopithecus auscitanensis es una especie extinta de primate catarrino descubierta en Francia, procedente de mediados del Mioceno (Serravalliense). Fue descrita por Ginsburg & Mein en 1980 a partir de un fragmento mandibular.